# Paul Walter (Schriftsteller)
Paul Walter, Pseudonyme: Guido von Fels, Viktor Felsen und Viktor von Felsen (* 9. September 1859 in Glatz; † 1918 (?)) war ein deutscher Schriftsteller, der vor allem für seine zahlreichen Kolportageromane bekannt wurde.

## Leben
Paul Walter wurde in Schlesien geboren, wuchs aber im sächsischen Erzgebirge bei seinen Großeltern in Annaberg auf. Dort besuchte er auch die Bürger- und Realschule, bevor er an das Realgymnasium nach Freiberg ging. Anschließend ging er nach Berlin und ließ sich später als Seemann anheuern. Er unternahm mehrere längere Seereisen und war im Anschluss als Kaufmann tätig. 1886 begann er mit wissenschaftlichen Studien, insbesondere interessierte ihn Völkerkunde.
Von 1888 bis 1898 widmete sich Paul Walter der Kolonialforschung. Er hielt Vorträge und gab einige Jahre die Mitteilungen der Nachtigall-Gesellschaft für Afrika heraus. In dieser Zeit publizierte er zahlreiche wissenschaftliche Aufsätze in Zeitschriften. Im Anschluss daran widmete er sich nur noch der freischaffender Tätigkeit als Schriftsteller, nachdem er 1895 mit Erfolg angefangen hatte, Kolportageromane, die meist in hohen Auflagen erschienen, zu schreiben.
Er starb an den Folgen eines Verkehrsunfalles am Ende des Ersten Weltkrieges. Auch nach seinem Tod erschienen noch mehrere Romane von ihm in Nachauflagen, so beispielsweise noch 1928 sein Roman Karl Stülpner und Johannes Karaseck die verwegenen Wildschützen der Sächsisch-böhmischen Grenzwälder und Gräfin Charlotte Kielmannsegge die Geliebte Napoleons in der Mignon-Verlag GmbH Dresden.

## Werke (Auswahl)
- Die Schwestern des Ingenieurs, Dresden: Mignon-Verl., [1914]
- Die Erbin von Werdenfels, Dresden: Mignon-Verl., [1914]
- Die Braut des Polarfahrers, Dresden: Mignon-Verl., [1914]
- Des Herzens Stimme, Dresden: Mignon-Verl., [1917]
- Das Rätsel von Schloss Tannrode, Siegmar-Chemnitz: Uhlmann, [1917]
- Das Experiment des Dr. Hohenau, Dresden: Mignon-Verl., [1919]
- Gefährliche Liebe, Dresden: Mignon-Verlag, 1921
- Die Tochter des Lotsenkommandanten, Dresden: Mignon-Verlag, 1921
- Bergführers Töchterlein, Dresden: Mignon-Verlag, 1921
- Haß oder Liebe, Dresden: Mignon-Verl., 1922
- Erkämpftes Glück, Dresden: Mignon-Verl., 1922
- Die Waldfee, Dresden: Mignon-Verlag, 1922
- Die Stunde des Glücks, Dresden: Mignon-Verl., 1922
- Die Rache des Rajahs, Dresden: Mignon-Verl., 1922
- Die Braut des Polarforschers, Dresden: Mignon-Verlag, [1922]
- An der Heidenmauer, Dresden: Mignon-Verl., 1922